# Miller-Urey-eksperimentet
Miller–Urey-eksperimentet er et forsøg udført i 1953 af Stanley Miller hos professor Harold Urey på University of Chicago for at undersøge hvilke betingelser, der kan føre til dannelse af biokemiske molekyler som en forudsætning for livets opståen. 
Med dette forsøg simulerede Miller betingelser, der svarede til forhold på den tidlige Jord og analyserede syntesen af komplekse molekyler. Forsøget viste, at der under elektriske udladninger i en blanding af de simple uorganiske forbindelser vand, metan (organisk), ammoniak og hydrogen kunne ske kemiske reaktioner, der førte til syntese af organiske molekyler. Miller og Urey kunne påvise syntesen af aminosyrer inklusive glycin og andre simple organiske forbindelser som formaldehyd og hydrogencyanid.
Med fintfølende analyser har forskere i 2007 vist at de originale prøver fra 1953 indeholder mindst 25 aminosyrer, og forsøget beskrives derfor som et meget succesfuldt forsøg på at bevise at organiske molekyler kan opstå ud fra en blanding af simple uorganiske molekyler.

## Nyere eksperimenter
Senere eksperimenter med en atmosfære også indeholdende gasser som kunne stamme fra vulkanudbrud, kuldioxyd, nitrogen, hydrogensulfid og svovldioxyd, har produceret yderligere organiske molekyler.
Andre modelforsøg har sandsynliggjort at komet-nedslag på overfladen af et isdækket himmellegeme som Saturns måne Enceladus eller Jupiters måne Europa kan medføre dannelse af komplekse organiske molekyler ud fra simple molekyler som vand og kuldioxyd. I den chockbølge, der følger et stort nedslag, er der betingelser, der kan være et perfekt miljø for dannelse af aminosyrer. Forskerne foreslår at denne proces kan medvirke til at forklare, hvordan livet startede på Jorden for mellem 4,5 og 3,8 milliarder år siden. Reaktioner under ekstreme betingelser har vist dannelse af de fire nukleobaser adenin, guanin, cytosin og uracil.

## Eksterne links
1. ↑  Primordial Soup's On: Scientists Repeat Evolution's Most Famous Experiment. Scientific American 2007
2. ↑  "Scientists discover cosmic factory for making building blocks of life. Imperial College London, 2013". Arkiveret fra originalen 18. september 2013. Hentet 18. september 2013.
3. ↑  Livets byggesten skabes ved kometnedslag. Videnskab.dk 2013
4. ↑  Asteroid impacts may have formed life’s building blocks. Science 2014

- STANLEY MILLER’S 70TH BIRTHDAY
- From Primordial Soup to the Prebiotic Beach. Interview med Stanley Miller
- Origin of life on Earth
- Forskere genskaber livets mulige beyndelse. Videnskab.dk
- NASA Ames Reproduces the Building Blocks of Life in Laboratory. NASA Arkiveret 21. marts 2015 hos  Wayback Machine
- Organic molecules found circling nearby star. Science
- The enduring mystery of life's origin. Space
- Scientists may have worked out how life evolved from building blocks on Earth. Science Alert 2015
- UV-stråler kan have dannet livets byggesten. Videnskab.dk
- Origins of Life: How Life Began - Documentary with Neil Degrasse Tyson
- Asteroid 'time capsules' may help explain how life started on Earth. Science News 2018